# Xã Staunton, Quận Miami, Ohio
Xã Staunton (tiếng Anh: Staunton Township) là một xã thuộc quận Miami, tiểu bang Ohio, Hoa Kỳ. Năm 2010, dân số của xã này là 2.090 người.